# Trachypithecus hatinhensis
El lutung o langur de Ha Tinh (Trachypithecus hatinhensis) es una especie de primate catarrino de la familia Cercopithecidae que habita en Vietnam, principalmente en la provincia de Quang Binh. Un estudio reciente descubrió una pequeña población en la provincia de Quang Tri. A pesar de su nombre no se tiene registro de su existencia en la provincia de Ha Tinh. Se asemeja al estrechamente relacionado langur de Francois (Trachypithecus francoisi), pero las franjas de las mejillas se extienden detrás de las orejas, sobre la nuca.
La especie es diurna, casi exclusivamente arbórea, y social: normalmente se le observa en grupos de 2 a 15 individuos, pero ocasionalmente se observa en asociaciones de hasta 30 individuos. Se le consideraba una subespecie del langur de Francois, pero le fue dado el rango de especie por Bradon-Jones en 1995, y por Groves en 2005. Sin embargo, a ambos taxones se los catalogó como subespecie en 2004, y los estudios genéticos sugieren que podría tratarse de una subespecie del langur laosiano (Trachypithecus laotum).